# Sheila Fraser
Sheila Fraser (* 16. September 1950 in Dundee, Montérégie, Kanada) war von 2001 bis 2011 die Oberste Rechnungsprüferin von Kanada. Sie wurde von Premierminister Jean Chrétien ernannt und war die erste Frau in diesem Amt.

## Familie
Ihr Vater, Kenneth Fraser, war Abgeordneter für die Parti libéral du Québec und vertrat den Wahlkreis Hungtindon zwischen 1966 und 1976 in der Nationalversammlung von Québec.

## Studium
Sie schloss 1972 ihr Studium der Betriebswirtschaftslehre an der McGill University ab und wurde 1974 zugelassene Buchhalterin.

## Karriere
1974 trat sie in die Kanzlei Clarkson Gordon (später Ernst & Young) ein. 1977 wurde sie in das Büro der Kanzlei in Quebec versetzt, wo sie 20 Jahre lang blieb; während dieser Zeit lernte sie Französisch. 1981 wurde sie als zweite Frau Partnerin der Kanzlei Clarkson Gordon. Sie war Vizepräsidentin und Schatzmeisterin der Bewerbung der Stadt Québec bei der Auswahl des Austragungsortes für die Olympischen Winterspiele 2002.
Im Jahr 2001 wurde sie von Premierminister Jean Chrétien, der sie seit 1999 als Rechnungsprüferin Kanadas eingesetzt hatte, zur Obersten Rechnungsprüferin gewählt. Während ihrer Amtszeit prägte sie dieses Amt und übte großen Einfluss auf das politische Leben Kanadas aus. Nach ihren Berichten folgte unter anderem der Rücktritt des kanadischen Privacy Commissioner of Canada George Radwanski wegen Misswirtschaft, die Aufdeckung der Kostenexplosion des kanadischen Schusswaffenregisters und der miserablen Lebensbedingungen der Ureinwohner. Sie wurde von der US-Regierung als Leiterin des Büros für interne Kontrolldienste der Vereinten Nationen empfohlen, ein Angebot, das sie ablehnte, um ihre Amtszeit als Oberste Rechnungsprüferin zu beenden. Sie trat am 30. Mai 2011 von ihrem Amt zurück.

## Vorstandsposten
2015 ist sie Mitglied des Board of Directors der kanadischen Versicherungsgesellschaft Manulife Financial, von Bombardier Transportation, der Organisation Canadians for a New Partnership zur Stärkung der Beziehungen zwischen den kanadischen Ureinwohnern und anderen Kanadiern, von RLE - IIDD (International Institute for Sustainable Development - Experimental Lakes Area) und der Ottawa Food Bank.

## Preise und Auszeichnungen
- 1993: Preis des Ordre des comptables agréés du Québec.
- 1994: Fellow des Ordre des comptables agréés du Québec.
- 2000: Fellow des Institute of chartered accountants of Ontario.
- 2004: In einer von der CBC durchgeführten Befragung zur Ermittlung der Greatest Canadian erreicht sie Platz 66 der Top 100.
- 2009: Auszeichnung für außergewöhnliche Verdienste des Institute of chartered accountants of Ontario.
- Ehrendoktorwürde u. a. der Université du Québec à Montréal, der Simon Fraser University, der Carleton University, der University of Nipissing, der University of Waterloo, der Universität Montréal und der Queen’s University.